# Црква Светог Николе у Цапарићу
Црква Светог Николаја у Цапарићу, насељеном месту на територији општине Љубовија, припада Епархији шабачкој Српске православне цркве.
Ранија црква истог посвећења помињана 1726. године, данашња црква саграђена 1932. године.